# Municipio de Brooklyn (condado de Lee)
El municipio de Brooklyn (en inglés: Brooklyn Township) es un municipio ubicado en el condado de Lee en el estado estadounidense de Illinois. En el año 2010 tenía una población de 793 habitantes y una densidad poblacional de 8,45 personas por km².

## Geografía
El municipio de Brooklyn se encuentra ubicado en las coordenadas 41°40′25″N 89°6′33″O / 41.67361, -89.10917. Según la Oficina del Censo de los Estados Unidos, el municipio tiene una superficie total de 93.83 km², de la cual 93,82 km² corresponden a tierra firme y (0,01 %) 0,01 km² es agua.

## Demografía
Según el censo de 2010, había 793 personas residiendo en el municipio de Brooklyn. La densidad de población era de 8,45 hab./km². De los 793 habitantes, el municipio de Brooklyn estaba compuesto por el 96,47 % blancos, el 0,13 % eran afroamericanos, el 0,38 % eran amerindios, el 1,26 % eran de otras razas y el 1,77 % eran de una mezcla de razas. Del total de la población el 4,16 % eran hispanos o latinos de cualquier raza.